# Herbert Lepper
Herbert Lepper (* 9. Juli 1935 in Elsdorf; † 24. Juni 2014 in Aachen) war ein deutscher Archivar und Historiker.
Lepper wurde 1967 bei Max Braubach an der Universität Bonn mit der Arbeit Die politischen Strömungen im Regierungsbezirk Aachen zur Zeit der Reichsgründung und des Kulturkampfes 1867–1887 promoviert. Von 1972 bis 1997 war er Leiter des Aachener Stadtarchivs. Darüber hinaus übernahm er eine Lehrtätigkeit an der RWTH Aachen und leitete für einige Jahre das Internationale Zeitungsmuseum der Stadt Aachen. Ferner wurde Lepper von 1984 bis 1995 zum Vorsitzenden des Aachener Geschichtsvereins und danach zu dessen Ehrenvorsitzenden gewählt.
Herbert Lepper war verheiratet und hatte zwei Töchter, darunter die Ägyptologin Verena Lepper.

## Schriften (Auswahl)
- Die politischen Strömungen im Regierungsbezirk Aachen zur Zeit der Reichsgründung und des Kulturkampfes 1867–1887. Bonn 1967 (= Dissertation, ungedruckt).
- Sozialer Katholizismus in Aachen. Quellen zur Geschichte des Arbeitervereins zum Hl. Paulus für Aachen und Burtscheid 1869–1878. Kühlen, Mönchengladbach 1977.
- Das Internationale Zeitungsmuseum der Stadt Aachen. Metz, Aachen 1986.
- Die Einheit der Wissenschaften: der gescheiterte Versuch der Gründung einer "Rheinisch-Westfälischen Akademie der Wissenschaften" in den Jahren 1907–1910, Opladen: Westdeutscher Verlag 1987, ISBN 978-3-531-05089-8, Reihe: Abhandlungen der Rheinisch-Westfälischen Akademie der Wissenschaften; Bd. 75
- Von der Emanzipation zum Holocaust. Die Israelitische Synagogengemeinde zu Aachen (2 Bde.). Meyer, Aachen 1994.
- Volk, Kirche und Vaterland. Wahlaufrufe, Aufrufe, Satzungen und Statuten des Zentrums 1870 - 1933. Eine Quellensammlung zur Geschichte insbesondere der Rheinischen und Westfälischen Zentrumspartei (Handbücher zur Geschichte des Parlamentarismus und der politischen Parteien, Bd. 9), Droste, Düsseldorf 1998.

### Artikel
- Franz Eduard Cronenberg und die christlich-soziale Bewegung in Aachen 1868–1878. In: Zeitschrift des Aachener Geschichtsvereins 79, 1968, S. 57–148.
- Die Generalversammlung der Katholiken Deutschlands vom 8. bis 11. September 1879 in Aachen. In: Zeitschrift des Aachener Geschichtsvereins 80, 1970, S. 235–242.
- Reichsstadt und Kirche. Die Auseinandersetzungen um die Verfassung des Aachener Sendgerichts im Zeitalter der Reformation und Gegenreformation. In: Zeitschrift der Savigny-Stiftung für Rechtsgeschichte, Kanonistische Abteilung 97, 1980, S. 371–392.
- Von der Stadtbibliothek zur Öffentlichen Bibliothek der Stadt Aachen. In: Aachen, Öffentliche Bibliothek 150 Jahre. Aachen 1981, S. 5–77.
- Vom Honoratiorenverein zur Parteiorganisation. Ein Beitrag zur „Demokratisierung“ des Zentrums im Rheinland 1898–1906. In: Rheinische Vierteljahrsblätter 48, 1984, S. 238–274.